# Yoshitomo Minamoto
Yoshitomo Minamoto (jap. 源 義朝 Minamoto Yoshitomo; ur. 1123, zm. 1160) – założyciel klanu Minamoto, jako siedzibę swego rodu wybrał małą wioskę, aktualnie miasto Kamakurę, strategicznie położoną nad zatoką Sagami, otoczoną z trzech stron górami.
W okresie zamieszek ery Hōgen i Heiji walczył po stronie przeciwników cesarza Go-Shirakawa. W 1160 roku został pokonany i zamordowany podczas kąpieli przez spiskowców.

Jego grób w prefekturze Aichi jest otoczony ze wszystkich stron drewnianymi mieczami bokutō, ponieważ według legendy jego ostatnie słowa brzmiały: Gdybym tylko miał choćby jeden bokutō...

## Rodzina
Yoshitomo Minamoto poślubił Yurę Gozen, z którą miał trójkę dzieci. Natomiast ze związku z konkubiną Tokiwą Gozen miał trójkę dzieci.
Dzieci Yoshitimo Minamoto:
- pierwszy syn – Yoshihira Minamoto (jap. 源義平; 1140–1160)
- drugi syn – Tomonaga Minamoto (jap. 源朝長; 1144–1160)
- trzeci syn – Yoritomo Minamoto (jap. 源頼朝; 1147–1199) – pierwszy z siogunów okresu Kamakura;
- szósty syn – Noriyori Minamoto (jap. 源範頼; 1150–1193)
- dziewiąty syn – Yoshitsune Minamoto (jap. 源義経; 1159–1189)